# Колесников, Николай Фалалеевич
Николай Фалалеевич Колесников (30 сентября 1850 — июль 1918) — русский врач, ветеринар.
Сын сотника станицы Раздорской-на-Дону Области войска Донского.
Окончив ветеринарное отделение Медико-хирургической академии в 1873, получил там же в 1876 степень магистра ветеринарных наук за диссертацию «Пигментная рабдомиома» («Журнал для нормальной и патологической гистологии, фармакологии и клинической медицины», 1876; отд. СПб., 1876). 
Затем прослушал курс медицинского отделения той же академии и в 1885 получил степень доктора медицины за диссертацию: «Об изменениях головного и спинного мозга собак при бешенстве» (СПб., 1885). 
В 1886—1893 читал в той же академии лекции патологической анатомии. Колесников поместил в «Русской Медицине» и «Трудах съездов русских врачей» ряд статей, касающихся, преимущественно, водобоязни и контагиозных заболеваний.
Умер в Новочеркасске.